# サンドロ・シェンク
サンドロ・シェンク（スヘンク、Xandro Schenk、1993年4月28日 - ）は、オランダ・アルメレ出身のサッカー選手。デ・フラーフスハップ所属。ポジションはディフェンダー。

## 経歴
アヤックスの下部組織出身。2013年1月にゴー・アヘッド・イーグルスにレンタルされ、2013-14シーズンの後半戦だけで15試合に出場し、レギュラーの座を確保した。
2013年6月14日、ゴー・アヘッド・イーグルスに完全移籍し、2年契約を交わした。
ゴー・アヘッドを退団後、一時はスパルタ・ロッテルダムと契約寸前までいったものの、その契約を断りFCトゥウェンテに移籍した。2019-20シーズン、ゴンサロ・ガルシア監督の信頼を掴みかけたが、2月のFCエメン戦でミスを犯し、レギュラーから脱落した。
2021年8月17日、ヴェンシュセルFFに移籍した。
2022年6月17日、デ・フラーフスハップに移籍した。

## タイトル
FCトゥウェンテ
- エールステ・ディヴィジ : 1回 (2018-19)